# Idrottsorganisation
En idrottsorganisation är ett samlande namn på institutioner och organisationer som ägnar sig åt idrott eller sport.
Bland idrottsorganisationer finns lokala idrottsföreningar, idrottsförbund och idrottsfederationer. Även supporterklubbar och idrottsaktiebolag kan räknas hit.